# Ядрено православие
Ядрено православие (Руски: Атомное православие, латинизирано: Atomnoye pravoslaviye), понякога наричана и атомно православие, е руска есхатологична политическа концепция, която вярва, че Русия трябва да изгради своята армия, особено ядрения си арсенал, за да се подготви за Второто идване на Иисус. Замислено за първи път след разпадането на Съветския съюз, ядреното православие се е превърнало в част от идеологията на Руската православна църква чрез нейната политика на „агиополитика“.